# Max Schmeling
Maximilian Adolph Otto Siegfried Schemeling (Pomerania Occidental-Greifswald, 28 de septiembre de 1905-Distrito de Harburgo, 2 de febrero de 2005) fue un boxeador alemán campeón del mundo de los pesos pesados entre 1930 y 1932.

## Biografía

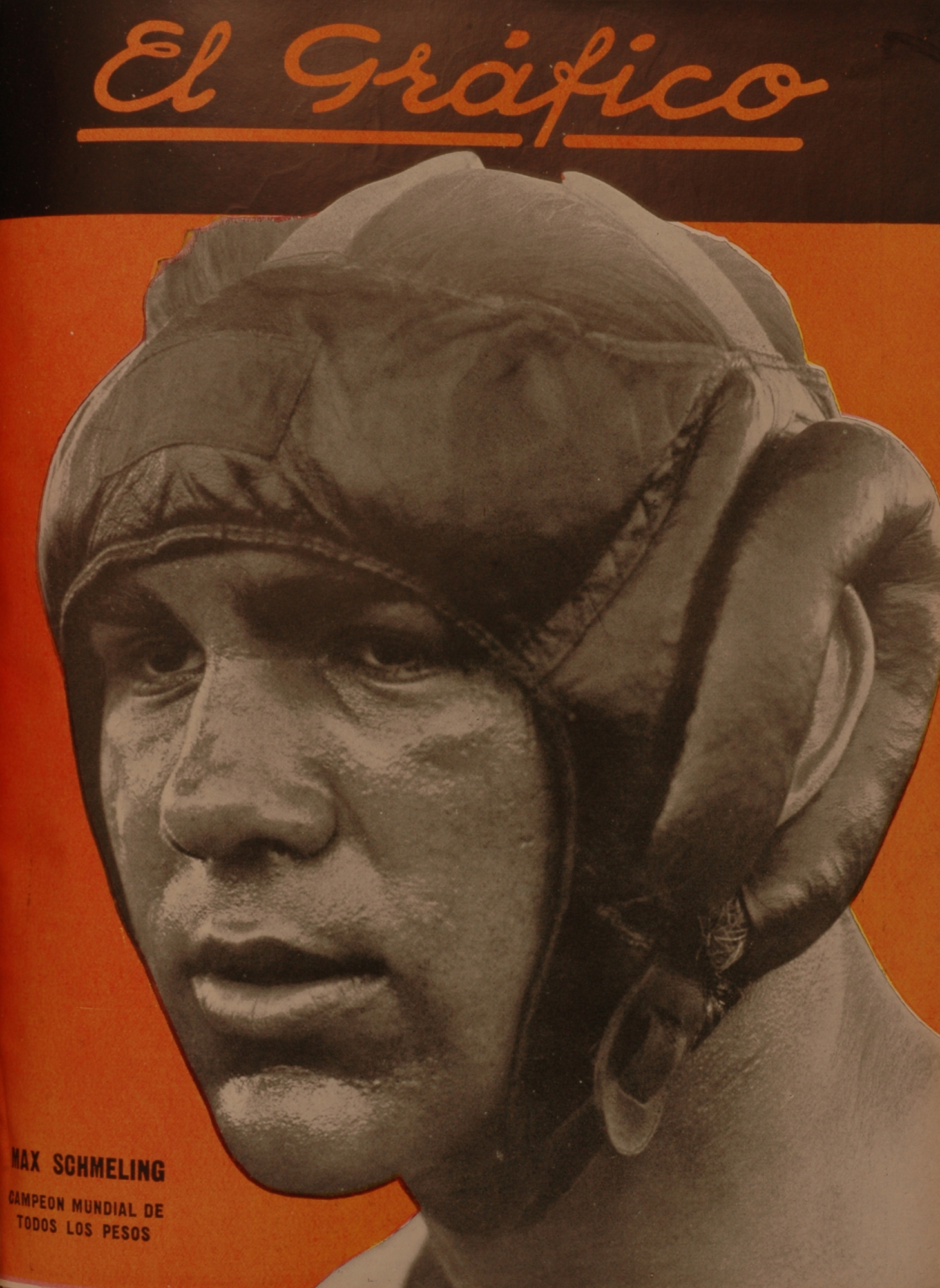
Max Schmeling en 1931.

Schmeling hijo de Max padre y Amanda (de soltera Fuchs) Schmeling. Tenía un hermano mayor, Rudolf, nacido en 1902, y una hermana menor, Edith, nacida en 1913. La primera vez que entró en contacto con el boxeo fue cuando, aun siendo un adolescente, su padre lo llevó a ver la película de la pelea por el Campeonato de los Pesos Pesados entre Jack Dempsey y Georges Carpentier. Impresionado con el desempeño de Dempsey en esa pelea, Schmeling tomó la determinación de imitar a su nuevo héroe.  
Comenzó a boxear en concursos de aficionados y, en 1924, ganó el título nacional aficionado de Alemania en la división de Peso Ligero. Poco después se convirtió en profesional. Irónicamente, a pesar de que su ídolo Dempsey tenía un estilo bravo de pelea, Schmeling desarrolló un estilo más cuidadoso y técnico que se prestaba más al contragolpe. Gracias al uso de este estilo alcanzó un impresionante - aunque apenas sin reconocimiento - récord al ganar diecisiete de sus primeros veintitrés peleas, trece por k.o. En 1925 tuvo la alegría de estar en el ring junto a su ídolo Dempsey, que entonces era todavía Campeón Mundial de Peso Pesado, y se encontraba de gira por Europa. Dempsey peleó dos asaltos con el aún desconocido boxeador alemán y, según una historia contada por Schmeling más tarde, Dempsey quedó muy impresionado. El 24 de agosto de 1926, Schmeling demostró que las alabanzas de Dempsey eran acertadas al ganar el Campeonato Alemán de Peso Semipesado tras derrotar con un nocaut en el primer asalto a Diekmann Max, quien lo había derrotado previamente en 1924. Al año siguiente, Schmeling ganó el Campeonato de Europa al derrotar al belga Fernand DeLarge por nocaut en el 14° asalto. Después de defender ambos títulos contra Hein Domgoergen ese mismo año y, en 1928, retuvo el título europeo de los semipesados con un nocaut en el primer asalto sobre Michele Bonaglia. Retuvo el título de Campeón Semipesado de Alemania con una victoria por puntos ante Franz Diener, y decidió perseguir grandes luchas y grandes bolsas en los Estados Unidos.
Al llegar a Nueva York por primera vez en 1928, Schmeling apenas se hizo notar en los círculos de lucha estadounidenses. Considerado como un luchador rígido europeo que había rellenado su récord contra mediocres peleadores alemanes y europeos, le dieron pocas oportunidades de probarse a sí mismo hasta que se enganchó con el estadounidense, Joe Jacobs, un hombre con los talentos adecuados y conexiones para llevar la carrera de Schmeling hacia buen puerto. El debut de Schmeling en los Estados Unidos se llevó a cabo en el Madison Square Garden con un nocaut en el octavo asalto ante Joe Monte, que no era un gran luchador, aunque era un joven que había participado en peleas duras. Dos victorias más lo llevaron a una pelea con Johnny Risko, uno de los grandes nombres de la división. El 1 de febrero de 1929, Schmeling tumbó a Risko cuatro veces con la mano derecha antes de que el árbitro detuviera el combate en el noveno asalto para salvar a Risko de un castigo adicional. Ésta fue la única derrota por nocaut técnico de Risko en toda su carrera. La multitud presente quedó sorprendida y la revista The Ring posteriormente reconoció la victoria de Schmeling como la "Pelea del Año".
El 12 de junio de 1930 se proclama campeón del mundo al vencer a Jack Sharkey, por descalificación de éste en el cuarto asalto, por propinar un golpe bajo. El 21 de junio de 1932, en el Madison Square Garden de Nueva York, Sharkey derrotó en quince asaltos a Schmeling en la revancha, perdiendo el título de campeón mundial en una decisión no unánime muy polémica. 
El 8 de junio de 1933, Schmeling recibió una feroz paliza de Max Baer, quien le propinó un nocaut técnico en el décimo asalto. Esta derrota hizo pensar a muchos que ya había pasado el mejor momento de Schmeling. 
Volvió a Alemania, y el 6 de julio de 1933 se casó con la actriz cinematográfica Anny Ondra, con quien actuó en el film Knock-out (1935). El matrimonio duró hasta el fallecimiento de ella en Hollenstedt, Alemania.

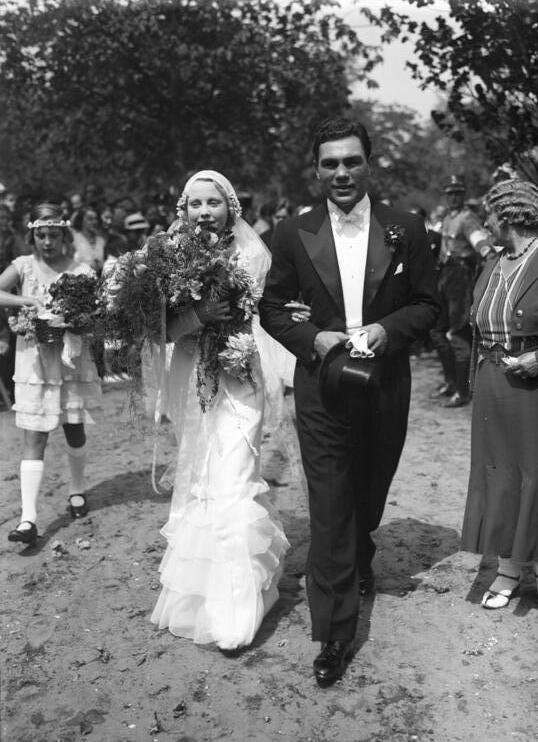
Boda de Max Schmeling y Anny Ondra

En 1936 viajó nuevamente a Estados Unidos con el fin de retar a la estrella en ascenso Joe Louis. El combate se celebró el 19 de junio de 1936, y Schmeling vence contra todo pronóstico por nocaut en el 12.º asalto, convirtiéndose en el contendiente número uno para el título que ostentaba James J. Braddock, pero fue Louis quien consiguió la pelea. Tras esta victoria Schmeling fue usado como propaganda nazi de la superioridad aria. Incluso fue fotografiado en una comida con Adolf Hitler, y desde entonces cargaría con el sambenito de ser nazi, pese a que nunca quiso afiliarse al partido, y además de demostrar posteriormente su independencia al no quererse separar, pese a las presiones, de Joe Jacobs, judío norteamericano que era su mánager en Estados Unidos
Cuando Louis ganó el título mundial en 1937 declaró que no se consideraría realmente campeón mundial hasta que no venciera a Schmeling. Schmeling finalmente tuvo la oportunidad de recuperar su título en la revancha contra Joe Louis. El combate se realizó el 22 de junio de 1938 en el Yankee Stadium. La pelea fue aprovechada políticamente para convertirla en un enfrentamiento entre Estados Unidos y la Alemania nazi. El combate fue vibrante, aunque Louis noqueó a Schmeling en el primer asalto. Schmeling acabó con dos costillas rotas. Esta derrota le hizo caer en desgracia en Alemania, mientras en Estados Unidos lo acusaban de nazi, en su país no era bien visto por su derrota.
Tras la Noche de los cristales rotos, Schmeling logra sacar del país a su mánager Joe Jacobs y a su mujer Anny Ondra, que eran judíos y enviarlos a Estados Unidos.
Durante la Segunda Guerra Mundial, Schmeling sirvió con la Fuerza Aérea alemana (Luftwaffe) como un paracaidista de élite (Fallschirmjäger). Llegando a combatir en la Batalla de Creta. Debido a los saltos, se llegó a romper los tobillos, lo que le causó el abandono profesional del boxeo. Mucho tiempo después de la Segunda Guerra Mundial, surgió cierta evidencia de que Schmeling había arriesgado su propia vida para salvar la vida de dos niños judíos en 1938. A principios de 1945, pasaba el tiempo dando combates de exhibición contra el antiguo miembro de British Free Corps Eric Pleasants en los comedores de los oficiales alemanes. Después de la guerra, Schmeling trató de regresar al boxeo, pero se retiró definitivamente en 1948. 
Después de retirarse del boxeo, a Schmeling le ofrecieron la representación de Coca-Cola en Alemania, que aceptó, lo que le hizo rico, y un hombre de gran influencia.
Schmeling se hizo muy amigo de Joe Louis, y su amistad duró hasta la muerte de éste en 1981. Durante la vida de Louis, Schmeling demostró su buen corazón ayudando a su adversario más encarnizado, que se había empobrecido. Posteriormente pagó los gastos de su enfermedad y hasta su entierro.
En 1992, fue incluido en el Salón Internacional de la Fama del Boxeo. Su autobiografía, ''Max Schmeling: Una autobiografía'', se publicó en 1994. En 2003, Schmeling fue clasificado en el puesto 55 en la lista de la revista The Ring de los 100 boxeadores más grandes de todos los tiempos. Vivió los años que le quedaban como un hombre rico y ávido aficionado al boxeo, y murió el 2 de febrero de 2005, a la edad de 99 años.
En 2010, se erigió una estatua de bronce de Schmeling en Hollenstedt. En octubre de ese mismo año, el director alemán Uwe Boll estrenó una película sobre su vida.  

## Premios y reconocimientos
- Campeón Alemán Semipesado 1926-1928
- Campeón Europeo Semipesado 1927-1928
- Campeón Alemán de Peso Pesado de 1928
- Campeón Mundial de Peso Pesado 1930-1932
- Campeón Europeo de Peso Pesado 1939-1943
- Residente honorario de la ciudad de Los Ángeles
- Residente honorario de Las Vegas
- Residente honorario de Klein-Luckow (su ciudad natal)
- Miembro honorario de la Federación Austriaca de Boxeo

## Récord profesional en boxeo
| 56 Victorias (40 knockouts, 16 decisiones), 10 Derrotas (5 knockouts, 5 decisiones), 4 Empates |         |                          |        |               |            |                                                                                  | |
| Resultado                                                                                      | Récord  | Rival                    | Método | Asalto-Tiempo | Fecha      | Lugar                                                                            | Notas |
| Derrota                                                                                        | 56-10-4 | Richard Vogt             | PTS    | 10            | 31/10/1948 | Waldbuehne, Westend, Berlín, Alemania                                            | |
| Victoria                                                                                       | 56-9-4  | Hans Joachim Draegestein | TKO    | 9 (10)        | 02/10/1948 | VFB Platz, Kiel, Schleswig-Holstein, Alemania                                    | Draegestein sufrió una fractura en la mandíbula. |
| Derrota                                                                                        | 55-9-4  | Walter Neusel            | PTS    | 10            | 23/05/1948 | Plaza de Hamburgo-Altona, Altona, Hamburgo, Alemania                             | |
| Victoria                                                                                       | 55-8-4  | Hans Joachim Draegestein | PTS    | 10            | 07/12/1947 | Omnibushalle, Altona, Hamburgo, Alemania                                         | |
| Victoria                                                                                       | 54-8-4  | Werner Vollmer           | KO     | 7 (10)        | 28/09/1947 | Waldstadion, Fráncfort, Hessen, Alemania                                         | Primera pelea de Schmeling en más de ocho años. |
| Victoria                                                                                       | 53-8-4  | Adolf Heuser             | KO     | 1 (15)        | 02/07/1939 | Adolf-Hitler-Kampfbahn, Stuttgart, Baden-Württemberg, Alemania                   | Ganó los títulos de EBU y BDB de Alemania de Peso Pesado. Esta ha sido la pelea de mayor audiencia en la historia del boxeo alemán con 70.000 personas.             |
| Derrota                                                                                        | 52-8-4  | Joe Louis                | TKO    | 1 (15)        | 22/06/1938 | Yankee Stadium, Bronx, Nueva York, Estados Unidos                                | Por los títulos NYSAC, NBA y Mundial de Peso Pesado. Proclamada la "Pelea de la Década" por The Ring Magazine.                                                      |
| Victoria                                                                                       | 52-7-4  | Steve Dudas              | KO     | 5 (?)         | 16/04/1938 | Hanseatenhalle, Hamburgo, Alemania                                               | |
| Victoria                                                                                       | 51-7-4  | Ben Foord                | PTS    | 12            | 30/01/1938 | Hanseatenhalle, Hamburgo, Alemania                                               | |
| Victoria                                                                                       | 50-7-4  | Henry Thomas             | TKO    | 8 (15)        | 13/12/1937 | Madison Square Garden, Nueva York, Nueva York, Estados Unidos                    | |
| Victoria                                                                                       | 49-7-4  | Joe Louis                | KO     | 12 (15)       | 19/06/1936 | Yankee Stadium, Bronx, Nueva York, Estados Unidos                                | Louis cayó en el cuarto y 12.º asaltos. Proclamada la "Pelea del Año" por The Ring Magazine.                                                                        |
| Victoria                                                                                       | 48-7-4  | Paulino Uzcudun          | PTS    | 12            | 07/07/1935 | Poststadion, Moabit, Berlín, Alemania                                            | |
| Victoria                                                                                       | 47-7-4  | Steve Hamas              | KO     | 9 (12)        | 10/03/1935 | Hanseatenhalle, Hamburgo, Alemania                                               | |
| Victoria                                                                                       | 46-7-4  | Walter Neusel            | KO     | 9 (15)        | 26/08/1934 | Sandbahn Lokstedt, Hamburgo, Alemania                                            | Esta ha sido la pelea de mayor asistencia en el boxeo europeo con 102.000 personas.                                                                                 |
| Empate                                                                                         | 45-7-4  | Paulino Uzcudun          | PTS    | 12            | 13/05/1934 | Montjuich Stadium, Barcelona, Cataluña, España                                   | |
| Derrota                                                                                        | 45-7-3  | Steve Hamas              | PTS    | 12            | 13/02/1934 | Convention Hall, Filadelfia, Pensilvania, Estados Unidos                         | |
| Derrota                                                                                        | 45-6-3  | Max Baer                 | TKO    | 10 (15)       | 08/06/1933 | Yankee Stadium, Bronx, Nueva York, Estados Unidos                                | Esta pelea fue presenciada por una multitud de 53.000 persona. Incluyendo a Jack Sharkey y Primo Carnera. Proclamada la "Pelea del Año" por The Ring Magazine.      |
| Victoria                                                                                       | 45-5-3  | Mickey Walker            | TKO    | 8 (15)        | 26/09/1932 | Madison Square Garden Bowl, Long Island City, Queens, Nueva York, Estados Unidos | Walker cayó una vez en el primer asalto y 2 veces más en el octavo asalto. Jack Kearns, el manejador de Walker, le señaló al árbitro Denning que parara el combate. |
| Derrota                                                                                        | 44-5-3  | Jack Sharkey             | SD     | 15            | 21/06/1932 | Madison Square Garden Bowl, Long Island City, Queens, Nueva York, Estados Unidos | Perdió controvertidamente los títulos Pesados de la NYSAC y NBA. |
| Victoria                                                                                       | 44-4-3  | Young Stribling          | TKO    | 15 (15)       | 03/07/1931 | Municipal Stadium, Cleveland, Ohio, Estados Unidos                               | Retuvo los títulos Pesados NBA y Mundial. Proclamada la "Pelea del Año" por The Ring Magazine.                                                                      |
| Victoria                                                                                       | 43-4-3  | Jack Sharkey             | DQ     | 4 (15)        | 12/06/1930 | Yankee Stadium, Bronx, Nueva York, Estados Unidos                                | Ganó los títulos vacantes de la NYSAC y NBA de los Pesos Completos. Sharkey fue descalificado por un golpe bajo.                                                    |
| Victoria                                                                                       | 42-4-3  | Paulino Uzcudun          | PTS    | 15            | 27/06/1929 | Yankee Stadium, Bronx, Nueva York, Estados Unidos                                | Schmeling se lesionó su mano derecha en el quinto asalto. |
| Victoria                                                                                       | 41-4-3  | Johnny Risko             | TKO    | 9 (15)        | 01/02/1929 | Madison Square Garden, Nueva York, Nueva York, Estados Unidos                    | Proclamada la "Pelea del Año" por The Ring Magazine. Schmeling derribó a Risko en los asaltos 1, 7, 8, y 9, todos con golpes de su mano derecha.                    |
| Victoria                                                                                       | 40-4-3  | Pietro Corri             | KO     | 1 (10)        | 21/01/1929 | Laurel Garden, Newark, Nueva Jersey, Estados Unidos                              | |
| Victoria                                                                                       | 39-4-3  | Joe Sekyra               | PTS    | 10            | 04/01/1929 | Madison Square Garden, Nueva York, Nueva York, Estados Unidos                    | |
| Victoria                                                                                       | 38-4-3  | Joe Monte                | KO     | 8 (10)        | 23/11/1928 | Madison Square Garden, Nueva York, Nueva York, Estados Unidos                    | |
| Victoria                                                                                       | 37-4-3  | Franz Diener             | PTS    | 15            | 04/04/1928 | Sportpalast, Schoeneberg, Berlín, Alemania                                       | Retuvo el título Semipesado BDB de Alemania. |
| Victoria                                                                                       | 36-4-3  | Ted Moore                | PTS    | 10            | 11/03/1928 | Dortmund, Renania del Norte-Westfalia, Alemania                                  | |
| Derrota                                                                                        | 35-4-3  | Gipsy Daniels            | KO     | 1 (10)        | 25/02/1928 | Frankfurt, Hessen, Alemania                                                      | |
| Victoria                                                                                       | 35-3-3  | Michele Bonaglia         | KO     | 1 (15)        | 06/01/1928 | Sportpalast, Schoeneberg, Berlín, Alemania                                       | Retuvo el título Semipesado de la EBU. |
| Victoria                                                                                       | 34-3-3  | Gipsy Daniels            | PTS    | 10            | 02/12/1927 | Sportpalast, Schoeneberg, Berlín, Alemania                                       | |
| Victoria                                                                                       | 33-3-3  | Hein Domgoergen          | KO     | 7 (15)        | 06/11/1927 | Leipzig, Sachsen, Alemania                                                       | Retuvo los títulos Semipesados de la EBU y BDB de Alemania. |
| Victoria                                                                                       | 32-3-3  | Louis Clement            | KO     | 6 (?)         | 02/10/1927 | Dortmund, Renania del Norte-Westfalia, Alemania                                  | |
| Victoria                                                                                       | 31-3-3  | Robert Larsen            | KO     | 3 (?)         | 02/09/1927 | Sportpalast, Schoeneberg, Berlín, Alemania                                       | |
| Victoria                                                                                       | 30-3-3  | Willem Westbroek         | KO     | 3 (?)         | 07/08/1927 | Radrennbahn, Essen, Renania del Norte-Westfalia, Alemania                        | |
| Victoria                                                                                       | 29-3-3  | Jack Taylor              | PTS    | 10            | 13/07/1927 | Hamburgo, Alemania                                                               | |
| Victoria                                                                                       | 28-3-3  | Fernand Delarge          | KO     | 14 (15)       | 19/06/1927 | Westfalenhallen, Dortmund, Renania del Norte-Westfalia, Alemania                 | Retuvo el título Semipesado de la EBU. |
| Victoria                                                                                       | 27-3-3  | Raoul Paillaux           | KO     | 3 (?)         | 17/05/1927 | Frankfurt, Hessen, Alemania                                                      | |
| Victoria                                                                                       | 26-3-3  | Robert Larsen            | PTS    | 10            | 07/05/1927 | Frankfurt, Hessen, Alemania                                                      | |
| Victoria                                                                                       | 25-3-3  | Stanley Glen             | KO     | 1 (?)         | 26/04/1927 | Sagebiel, Hamburgo, Alemania                                                     | |
| Victoria                                                                                       | 24-3-3  | Francois Charles         | KO     | 8 (?)         | 08/04/1927 | Berlín, Alemania                                                                 | |
| Victoria                                                                                       | 23-3-3  | Leon Sebilo              | KO     | 2 (?)         | 12/03/1927 | Dortmund, Renania del Norte-Westfalia, Alemania                                  | |
| Victoria                                                                                       | 22-3-3  | Joe Mehling              | KO     | 3 (?)         | 04/02/1927 | Zirkus Sarassani, Dresde, Sachsen, Alemania                                      | |
| Victoria                                                                                       | 21-3-3  | Louis Wilms              | TKO    | 8 (?)         | 23/01/1927 | Centennial Hall, Breslau, Silesia Inferior, Alemania (ahora Breslavia, Polonia)  | |
| Victoria                                                                                       | 20-3-3  | Jack Stanley             | KO     | 8 (?)         | 07/01/1927 | Sportpalast, Schoeneberg, Berlín, Alemania                                       | |
| Victoria                                                                                       | 19-3-3  | Herman van't Hof         | DQ     | 8 (?)         | 01/10/1926 | Sportpalast, Schoeneberg, Berlín, Alemania                                       | Van 't Hof fue descalificado por un golpe a los riñones. |
| Victoria                                                                                       | 18-3-3  | Max Diekmann             | KO     | 1 (12)        | 24/08/1926 | Berlín, Alemania                                                                 | Ganó el título Semipesado de la BDB de Alemania. |
| Victoria                                                                                       | 17-3-3  | August Vongehr           | TKO    | 1 (4)         | 13/07/1926 | Luna Park, Berlín, Halensee, Berlín, Alemania                                    | |
| Victoria                                                                                       | 16-3-3  | Willy Louis              | TKO    | 1 (?)         | 19/03/1926 | Colonia, Renania del Norte-Westfalia, Alemania                                   | |
| Empate                                                                                         | 15-3-3  | Max Diekmann             | PTS    | 8             | 12/02/1926 | Berlín, Alemania                                                                 | |
| Victoria                                                                                       | 15-3-2  | Rene Compere             | PTS    | 8             | 08/11/1925 | Colonia, Renania del Norte-Westfalia, Alemania                                   | |
| Derrota                                                                                        | 14-3-2  | Larry Gains              | TKO    | 2 (?)         | 01/09/1925 | Colonia, Renania del Norte-Westfalia, Alemania                                   | |
| Empate                                                                                         | 14-2-2  | Leon Randol              | PTS    | 10            | 13/06/1925 | Bruselas, Bélgica                                                                | |
| Derrota                                                                                        | 14-2-1  | Jack Taylor              | PTS    | 10            | 09/05/1925 | Colonia, Renania del Norte-Westfalia, Alemania                                   | |
| Victoria                                                                                       | 14-1-1  | Fred Hammer              | PTS    | 8             | 28/04/1925 | Bonn, Renania del Norte-Westfalia, Alemania                                      | |
| Empate                                                                                         | 13-1-1  | Jimmy Lyggett            | PTS    | 8             | 03/04/1925 | Berlín, Alemania                                                                 | |
| Victoria                                                                                       | 13–1    | Alfred Baker             | KO     | 3 (?)         | 15/03/1925 | Colonia, Renania del Norte-Westfalia, Alemania                                   | |
| Victoria                                                                                       | 12–1    | Leon Randol              | KO     | 4 (?)         | 01/03/1925 | Colonia, Renania del Norte-Westfalia, Alemania                                   | |
| Victoria                                                                                       | 11–1    | Joe Mehling              | PTS    | 6             | 20/01/1925 | Berlín, Alemania                                                                 | |
| Victoria                                                                                       | 10–1    | Johnny Cludts            | KO     | 2 (?)         | 18/01/1925 | Schauburgring, Colonia, Renania del Norte-Westfalia, Alemania                    | |
| Victoria                                                                                       | 9–1     | Jimmy Lyggett Sr         | TKO    | 4 (?)         | 26/12/1924 | Colonia, Renania del Norte-Westfalia, Alemania                                   | |
| Victoria                                                                                       | 8–1     | Helmuth Hartig           | KO     | 1 (?)         | 17/12/1924 | Berlín, Alemania                                                                 | |
| Victoria                                                                                       | 7–1     | Battling Mathar          | KO     | 3 (?)         | 07/12/1924 | Westfalenhalle, Düsseldorf, Renania del Norte-Westfalia, Alemania                | |
| Victoria                                                                                       | 6–1     | Hans Breuer              | KO     | 2 (?)         | 04/12/1924 | Colonia, Renania del Norte-Westfalia, Alemania                                   | |
| Victoria                                                                                       | 5–1     | Fred Hammer              | KO     | 3 (?)         | 31/10/1924 | Westdeutsche Sporthalle, Colonia, Renania del Norte-Westfalia, Alemania          | |
| Derrota                                                                                        | 4–1     | Max Diekmann             | TKO    | 4 (?)         | 10/10/1924 | Sportpalast, Schoeneberg, Berlín, Alemania                                       | |
| Victoria                                                                                       | 4–0     | Rocky Knight             | PTS    | 8             | 04/10/1924 | Colonia, Renania del Norte-Westfalia, Alemania                                   | |
| Victoria                                                                                       | 3–0     | Henri van der Vyver      | KO     | 3 (?)         | 22/09/1924 | Düsseldorf, Renania del Norte-Westfalia, Alemania                                | |
| Victoria                                                                                       | 2–0     | Willy Louis              | KO     | 1 (?)         | 20/09/1924 | Duisburg, Renania del Norte-Westfalia, Alemania                                  | |
| Victoria                                                                                       | 1–0     | Hans Czapp               | KO     | 6 (?)         | 02/08/1924 | Duisburg, Renania del Norte-Westfalia, Alemania                                  | Debut profesional de Schmeling. |

| Predecesor: Gene Tunney | Campeón del mundo de los pesos pesados 1930–1932 | Sucesor: Jack Sharkey |